# Maisons des tailleurs
Les maisons des tailleurs (en serbe cyrillique : Абаџијске куће ; en serbe latin : Abadžijske kuće) sont situées à Belgrade, la capitale de la Serbie, dans la municipalité urbaine de Savski venac. Construites entre 1936 et 1940, elles sont inscrites sur la liste des biens culturels de la  Ville de Belgrade.

## Présentation
Les maisons des tailleurs, situées 8, 10 et 12 rue Kraljice Natalije, sont un des rares vestiges du quartier des tailleurs à Belgrade. Elles ont été construites dans les années 1840 et 1850 et sont caractéristiques de la période où l'architecture traditionnelle balkanique était remplacée par une architecture plus proche de celle de l'Europe centrale. Elles sont constituées d'une structure en bois remplie de briques. Chacune d'entre elles dispose d'une cave, d'un rez-de-chaussée et d'un étage ; formant un rang, elles sont dotées d'un jardin situé à l'arrière ; sur la rue, leurs façades forment un rectangle d'environ 8 mètres sur 18. Les toits, pentus, sont recouverts de tuiles.
Les maisons des tailleurs revêtent une importance urbanistique et sociologie ; elles figurent parmi les premiers bâtiments construits au-delà des anciennes limites de la ville à partir des années 1830 et 1840. L'établissement du quartier des tailleurs et l'installation des artisans dans ce secteur s'effectua sous le contrôle direct du prince Miloš. L'une des premières étapes vers la planification de Belgrade commença en 1836, avec le tracé des rues Abadžijska et Savamalska, destinées à devenir les centres commerciaux et artisanaux de la capitale serbe.